# TNT (トータスのアルバム)
『TNT』は、アメリカ合衆国のポストロック・バンド、トータスが1998年に発表した3作目のスタジオ・アルバム。

## 背景
デイヴィッド・パホの脱退とジェフ・パーカーの加入を経て発表された。全編ともPro Toolsを使用してレコーディングされ、ジョン・マッケンタイアは「最終的な決断をする前に、いろんなアレンジメントを試すことができたから、とても便利だった」とコメントしている。
ジャケットにはジョン・ハーンドンの落書きが使用された。

## 反響・評価
バンドの母国アメリカでは、総合アルバム・チャートの『Billboard 200』入りは果たせなかったが、『ビルボード』のトップ・ヒートシーカーズでは25位を記録した。
フランスのアルバム・チャートでは2週連続でトップ100入りし、最高58位を記録した。イギリスでは1998年3月21日付の全英アルバムチャートで76位を記録した。
ジョン・ブッシュはオールミュージックにおいて5点満点中4.5点を付け「クラウトロック、ダブ、ミニマリズムといったポストロックの標準装備が豊富に盛り込まれているとはいえ、ここでのトータスのサウンドは難解なバンドという印象を殆ど与えない」と評している。ピッチフォークのスタッフが選出した「1990年代のトップ100アルバム」では91位。

## 収録曲
全曲ともトータス作曲。
1. TNT - "TNT" - 7:33
2. スワング・フロム・ザ・ガターズ - "Swung from the Gutters" - 5:52
3. テン・デイ・インターヴァル - "Ten-Day Interval" - 4:44
4. アイ・セット・マイ・フェイス・トゥ・ザ・ヒルサイド - "I Set My Face to the Hillside" - 6:08
5. ジ・イクウェイター - "The Equator" - 3:43
6. ア・シンプル・ウェイ・トゥ・ゴー・ファスター・ザン・ライト・ザット・ダズ・ノット・ワーク - "A Simple Way to Go Faster Than Light That Does Not Work" - 3:33
7. ザ・サスペンション・ブリッジ・アット・イグアス・フォールズ- "The Suspension Bridge at Iguazú Falls" - 5:38
8. フォー・デイ・インターヴァル - "Four-Day Interval" - 4:45
9. イン・サラ、メンケン、クライスト、アンド・ベートーヴェン・ゼア・ワー・ウィメン・アンド・メン - "In Sarah, Mencken, Christ, and Beethoven There Where Women and Men" - 7:29
10. オールモスト・オールウェイズ・イズ・ニアリー・イナフ - "Almost Always Is Nearly Enough" - 2:41
11. ジェッティ - "Jetty" - 8:22
12. エヴァーグレイド - "Everglade" - 4:26

### 日本盤ボーナス・トラック
1. TNT（竹村ノブカズ リミックス） - "TNT (Nobukazu Takemura remix)" - 10:05

## 参加ミュージシャン
- トータス
  - ジョン・マッケンタイア
  - ダグ・マッコームズ
  - ジョン・ハーンドン
  - ダン・ピットニー
  - デイヴィッド・パホ
  - ジェフ・パーカー
- ゲスト・ミュージシャン
  - Popahna Brandes - チェロ
  - Caitlin Horsmon - バスーン
  - Julie Liu - ヴァイオリン
  - Rob Mazurek - コルネット
  - サラ・P・スミス - トロンボーン